# 青木定雄
青木 定雄（あおき さだお、本名：兪奉植, 朝: 유봉식、1928年6月23日 - 2017年6月8日）は、韓国の実業家。在日韓国人1世。元エムケイ会長、近畿産業信用組合代表理事会長など、複数の企業・団体の要職を歴任した。

## 略歴
- 1928年6月23日　韓国慶尚南道生まれ。本貫は杞渓兪氏[3]。
- 1943年（15歳）- 渡日。立命館高等学校に入学。
- 1951年（23歳）- 立命館大学法学部を中退。転職を繰り返す。
- 1956年（28歳）- 倒産した勤務先・永井石油を引き継ぐ。
- 1960年（32歳）- MKタクシーの前身であるミナミタクシー株式会社を創業。
- 1969年（41歳）- 9月、給与制度「MKシステム」を採用。
- 1977年（49歳）- 桂タクシーを吸収合併しエムケイ株式会社を設立、代表取締役社長に就任。
- 1994年（66歳）- エムケイ代表取締役会長を退任。同会長になるとともに、経営を息子の信明、政明、義明に継承。
- 2000年（72歳）- 「MKグループ10万人雇用創造計画」を発表。
- 2001年（73歳）- 6月、在日韓国人系信用組合・近畿産業信用組合の代表理事会長に就任。
- 2003年（75歳）- 4月、長男信明がエムケイの代表取締役社長に就任。
- 2004年（76歳）- 盧武鉉政権下の韓国政府より、韓国国民勲章「無窮花章」を受勲。
- 2005年（77歳）- エムケイの経営から完全に引退。以後近畿産業信用組合の会長職に専念する。
- 2013年（84歳）- 近畿産業信用組合の会長を解任される。
- 2017年6月8日 （88歳）- 誤嚥（ごえん）性肺炎のため京都市内の病院で死去[2][4]。

（経歴は青木定雄の自伝、紳士録、MKグループホームページ「MKの歩み」、国会委員会議事録、記事などから）

## 活動

### タクシー業界の規制緩和
日本におけるタクシー業界の規制緩和は、青木による運賃値下げ闘争から始まったといわれている。青木は運輸省によるタクシーの「同一地域内、同一運賃」の行政指導へ異を唱え、1981年、京都市内における一律のタクシー料金値上げにも単独反対する。この時は最終的に一律の運賃値上げに同調するが、翌1982年に運賃の値下げを申請。これが却下されたことを受けて青木は運輸省近畿運輸局に対し運賃値下げ訴訟を起こし、1985年1月大阪地裁で勝訴、1989年に国と和解した。1993年タクシー運賃は自由化され、MKタクシーに対し運輸省によって全国初のタクシー運賃値下げ（10パーセント）が認可された。
以後、試験的な規制緩和措置が段階的に施行され、2002（平成14）年2月1日施行の改正道路運送法により、新規参入の自由化や運賃認可幅の緩和など、日本のタクシー事業は規制緩和され、2009年にタクシー適正化・活性化特別措置法（タクシー特措法）の成立で再規制する方向になるまで続いた。 

### 経営の特色
青木は創業当初から独創的経営を実施。挨拶の徹底、ハイヤー並みのドアサービスなど接客サービスの向上により旧弊の残るタクシー業界に新風を吹き込み、その独特の社員教育に注目が集まった時期があった。
一方で低賃金あるいは労働基準法にも満たない労働条件（未払い賃金を求めて元運転手らから提訴されたこともある）や繁華街で大声で挨拶の訓練をするなど独特の社員教育からの離職率の高さが指摘されている。MKタクシーの「MKシステム」と称する賃金制度には実質的な「リース制」で、かつ超累進的な歩合給であるとの指摘があり、国会でも取上げられている（→エムケイ (タクシー会社)#賃金制度の問題を参照）。また、自らのやり方を曲げないその姿勢から既存事業者との摩擦が絶えず、「業界の輪を乱す」といった批判もあった。

### 近畿産業信用組合
青木は2000年に経営難に陥った京都シティ信用組合を支援した後、2001年に同信組が破綻した信用組合大阪商銀を事業譲受し名称を近畿産業信用組合に変更するとその代表理事会長を務めた。その後、京都商銀や関西興銀の事業譲渡を受け、日本最大規模の民族金融機関になった。
これら引き継いだ3信用組合の破綻処理には総額8,670億円の公的資金が投入されており、このため近畿財務局は毎年検査に入っていたが、ファミリー企業への不明朗融資、青木に利する違法融資、公私混同の経費処理など、組合の私物化が再三にわたり指摘されていた。2004年には業務改善命令を受けている（2015年3月25日解除）。
三男を理事長に昇格させるという「世襲による組合の私物化」を図ったことから、青木は2013年5月21日の理事会において近畿産業信組の会長職を解かれた。
- 青木が関与したと報じられた不正融資等
  - 2001年5月、青木の知人が経営する同一企業グループ5社へ分散して融資した計3億3,000万円のうち3億円が、融資当日に青木のファミリー企業の口座に流れた[19]。
  - 関西興銀の事業譲渡交渉を進めていた2001年から2002年初めにかけて、自己資本の規模を実態以上に粉飾するため、商法違反となる約30億円の見せかけ増資。うち26億円は青木が親族らを使い関与したとされた[20]。
  - 2002年3月、滋賀県守山市の土地購入のため、同県内の不動産会社に1億6,000万円を融資、20日後に不渡りを出し、ほぼ全額が焦げ付いた[21][22]。
  - 2002年9月、営業地区外の建設会社に3,000万円を融資したが経営破綻し、2回目の融資分の大半、2,800万円が不良債権化[23][22]。
  - MKグループ4社などに対し110億円に上る不明朗な融資があったと産経新聞が報道[24][22]。
  - 『東洋経済日報』によれば、青木が韓国の国民勲章「無窮花章」を受けた時、その祝賀会の費用1,000万円が、近畿産業信用組合から出されたともいわれている[15]。

## 人物

### 持論など
- 「韓国民が意志を結集すれば、10年内に日本に追いつくことができる」（2005年の韓国のメディアの取材に対して[25]）。
- 「何よりも運転手の意識改革が先決だとの強い思いから挨拶と清掃を中心とした『基本』と『常識的なこと』の励行を徹底して行った」（近畿産業信用組合の「きんさん新聞」2009年6月1日号、第155号）。

### 家族・親族
- 妻・文子（旧名：金本文子、本名 金貞順＝キム・ジュンスン）との間に3男2女（長女・次女・長男信明・次男政明・三男義明）がいる[26]。
  - 長男・信明 - 2003年からエムケイ代表取締役社長を務める。
  - 次男・政明[27] - 東京エムケイの初代代表取締役社長となったが不祥事（暴行事件）を幾度か起こしその度退任・復帰を繰り返したが、2017年12月の事件で再び辞任[28][29]。
  - 三男・義明 - 大阪MK、神戸MK、福岡MK、関空MKの代表取締役社長を務める。
- 実弟・青木秀雄 - 1936年韓国生まれ、1955年来日。立命館大学法学部卒、元エムケイ取締役副会長。著書に『お金ではなくいのちです－もうひとつのMKタクシー物語』（いのちのことば社サイトブックス、韓国版原書は韓国文部省青少年向け推薦図書）。キリスト教徒。

## 栄典
- 韓国国民勲章無窮花章 (2004年)
  - 韓国政府によって国内外の韓国一般市民に与えられている勲章である。他に受勲した在日韓国人としては張本勲（2007年10月）など。

## 関連事項
- MKグループ
- エムケイ (タクシー会社)
- MKチャリティカップ
- 近畿産業信用組合